# Scheepswerf en Machinefabriek v/h HJ Koopman
Scheepswerf en Machinefabriek v/h HJ Koopman was een te Dordrecht gevestigde onderneming, oorspronkelijk een machinefabriek (1873) die na een twintig jaren uitgebreid werd met een scheepswerf (1894). In 1968 volgde nauwe samenwerking met Scheepswerf en Machinefabriek De Biesbosch, in 1976 opheffing van het bedrijf en overplaatsing van activiteiten en outillage naar De Biesbosch.

## Oprichting
In 1873 richtte Hendrikus Johannes Koopman in een voormalige kachelsmederij aan de Hoge Nieuwstraat een werkplaats die zich al gauw richtte op het repareren van scheepsmachines en het vervaardigen van bijzondere stoompompen, injecteurs. In 1878 verwierf hij de werkplaats van de fa. W. de Bruin aan De Vest waar ook een koper- en metaalgieterij werd gevestigd. Koopman was in zijn beginperiode actief met de promotie van zijn injecteurs die op diverse nijverheidstentoonstellingen bekroond werden. Vanaf 1879 ging Koopman ook nieuwe stoominstallaties vervaardigen. In 1885 verplaatste hij de bedrijfsactiviteiten aan de Vest naar de Lijnbaan waar de sleephelling van Gips was overgenomen en ook scheepsreparaties ter hand werden genomen. In 1889 telde de onderneming al 85 arbeiders. Tussen 1880 en 1900 werden veel scheepsinstallaties geleverd voor Boele. Verdere groei noopte tot uitbreiding van gebouwen. De scheepsreparatieactiviteiten leidden in 1894 tot de eerste eigen nieuwbouw. In 1900 kreeg de ketelmakerij (met kopergieterij) een nieuw onderkomen aan de Noorderstraat. Na de verdere verwerving van resterende delen van de scheepswerf van Gips vond in 1917 de algehele concentratie van het bedrijf hier plaats. Inmiddels was de onderneming in 1907 omgezet in een nv (met een maatschappelijk kapitaal van f 150.000), nog steeds onder directie van HJ Koopman die tot aan zijn overlijden in 1917 aan de leiding bleef. Hij werd opgevolgd door twee zonen, FE Koopman (vanaf 1903 aan het bedrijf verbonden, tot 1965) en A(drianus) Koopman (tot 1932). In 1909 werkten er 150 man op twee locaties.    

## Groei
Koopman ontwikkelde zich naast de vervaardiging van baggermaterieel tot specialist in sleepboten (1903-1912: 58 stuks). Dordrecht was een belangrijk wisselstation hiervoor, het bouwen en repareren van sleepboten was lange tijd een hoofdactiviteit. De machinefabriek leverde daarnaast in de jaren twintig ook apparaten voor olie- en suikerfabrieken. In 1933 verwierf Koopman de licentierechten van de Straalbuis  volgens het systeem van de Duitse ingenieur Kórting dat men vervolmaakte en dat breed toepassing vond. 
Na 1945 bouwde Koopman enkele stoomsleepboten voor Polen en Tsjecho-Slowakije en had in eerste instantie volop reparatiewerk aan de door de oorlog beschadigde schepen.Verder liepen er visserijvaartuigen, tankvrachtschepen en schepen voor Rijkswaterstaat van stapel. De teruglopende orders probeerde men midden jaren zestig op te vangen door de bouw van bouwkranen, wat een financiële mislukking werd. De samenwerking met De Biesbosch in 1968 betekende een taakverdeling tussen beide gelijksoortige bedrijven. Koopman werd deels toeleverancier voor het duwbakkenprogramma van De Biesbosch met achterschepen en lieren. Voor het fabrieksmatig bouwen van kleinere schepen en secties van grotere schepen werd de dwarshelling aangepast en in 1971 een bouwhal in gebruik genomen. Verder bleven straalbuizen naast apparatenbouw op het programma. In 1973 waren er ongeveer 80 mensen werkzaam, een derde in de machinebouw, 40% in de scheepsnieuwbouw, de rest in de scheepsreparatie.